# Сёстры Гобович
Сёстры Гобович (серб. Сестре Гобовић, англ. Gobo Sisters) — сербский музыкальный тандем, исполняющий традиционную музыку. В его состав входят сёстры Марина и Мария Гобович, получившие за свою работу золотую Медаль «За заслуги» перед Республикой Сербия.

## О Сёстрах Гобович
Дуэт «Сёстры Гобович» был основан близнецами Мариной и Марией Гобович. Они родились в Белграде 11 августа 1984 года, где окончили Музыкальную школу имени Ватрослава Лисинского и Юридический факультет. Они занимаются музыкой с пяти лет. С 2004 года они некоторое время выступали в составе КУД «Бранко Цветанович», а затем самостоятельно исполняли оригинальные сербские песни – на концертах, фестивалях и в телешоу в стране и за рубежом. В настоящее время они являются частью группы «Gobo Sisters Band».
Мерима Негомир, в то время редактор Oтдела Mузыкального производства ПГП РТС, выбрала сёстер Гобович на конкурсе по отбору талантливых исполнителей, благодаря которому песни, которые они пели, навсегда сохранились в архивах Радио Белграда. В 2018 году они основали певческую школу «Соловьята» (серб. Славујчићи) при Храме Святого Саввы. Они также пишут свои собственные песни, многие из них подписаны Милютином Поповичем Захаром, Сашей Милошевичем Маре и другими авторами.
За свою карьеру они выступали на сцене с громкими музыкальными именами, но по случаю знаменательных дат и праздников давали и самостоятельные концерты, на которых часто бывал хор их школы «Соловьята». Они исполняют песни и читают лекции о важности сохранения родного культурного наследия в диаспоре и регионе, прежде всего в Венгрии и Румынии, под эгидой соответствующих учреждений. Они являются лауреатами многочисленных наград и признаний за сохранение сербской самобытной музыки, вклад в культуру, художественное творчество и работу с самыми маленькими.
Они живут в своем родном городе со своими мужьями и детьми.
В 2024 году Сёстры Гобович включены в «Энциклопедию национальной диаспоры» под редакцией Ивана Калаузовича Ивануса.

## Дискография

### Синглы
| Год  | Название                               | Лейбл        |
| ---- | -------------------------------------- | ------------ |
| 2011 | «Память соловья» (памяти Тоше Проески) |              |
| 2011 | «Любовь – горькое вино»                |              |
| 2011 | «Жемчужина слез»                       |              |
| 2014 | «Девичник»                             | City Records |
| 2021 | «Сербия»                               |              |
| 2023 | «1389»                                 | ПГП РТС      |
| 2023 | «Я хочу петь»                          | ПГП РТС      |

### Студийные альбомы
| Год  | Название              | Лейбл              |
| ---- | --------------------- | ------------------ |
| 2014 | «Рассвет»             | City Records       |
| 2015 | «Проснуться»          | City Records       |
| 2018 | «Для детей подарок»   |                    |
| 2023 | «Красота в традициях» | ПГП РТС            |
| 2023 | «Святой Савва»        | Храм Святого Саввы |

## Подборка концертов
- Концерт Уснии Реджеповой в Белграде (2010) – в качестве бэк-вокала
- Концерт Деяна Петровича на Фестивале трубы в Гуче (2013) – в качестве специальных гостей
- Концерт «Красота в традициях» в Сава-центре (2016)
- Пасхальный концерт в Цюрихе (2017)
- Концерт в Словении (2017)
- Концерт в Храме Святого Саввы с учениками школы «Соловьята» (2022)
- Концерт на Королевской площади в Златиборе (2023)

## Выбор наград и признание
- Премия «Леди года» (2017)[6]
- Награда «Победитель Белграда» (2017)[7]
- Премия «Первый Оскар Сербии» (2019)
- Награда на мероприятии «Сербия – больше чем красота» за лучшую патриотическую православную песню (Врнячка-Баня, 2022)[8]
- Орден «Крест Вождя Джордже Стратимировича» за вклад и стойкость к ценностям Светосавской духовности и сохранению традиций (Монастырь Джурджеви-Ступови, 2023)[9]
- Награда «В духе Теслы» (англ. Tesla Spirit Award) Научного фонда Теслы за творчество и вклад в сербскую культуру (Нью-Йорк, 2024)
- Золотая Медаль «За заслуги» перед Республикой Сербия (Белград, 2024)[1]